# 葉惠英
葉惠英，宋振吕（宋教仁与方氏之独子）之妻。宋振吕去世后，叶惠英带着女儿宋奇璋生活在湖南省桃源縣宋氏老家。文化大革命时期，因于划归地主成分，险遭批斗，因为得到有关国家领导人的保护被接到长沙都正街保护起来。